# Ostrea chilensis
La ostra chilena(Ostrea chilensis), también conocida en Chile como ostra verde,es una especie de molusco bivalvo de la familia Ostreidae. Pertenece al grupo de las ostras planas.

## Distribución
Esta especie es nativa de Chile.
En Chile, su límite de distribución es desde la Isla Grande de Chiloé, Región de Los Lagos, hasta las islas Guaitecas, Región de Aysén.
Prácticamente, hoy en día sólo existe en estado silvestre en un banco natural, Pullinque, sector ubicado en el golfo Quetalmahue, comuna de Ancud, que fue declarado reserva genética en 1982 y como reserva marina en 2003.
En la década de 1960 se introdujo en Nueva Zelanda de manera intencional una población autosostenible en el estrecho de Menai desde el Laboratorio de Pesca de Conwy, como experimento para establecer si podían constituir una alternativa a las ostras nativas Ostrea edulis en las pesquerías, cuando se demostró que la especie no era adecuada debido al bajo reclutamiento y la vulnerabilidad a parásitos y patógenos, se abandonó el experimento. O. chilensis ahora se ha extendido a otras áreas del estrecho de Menai y se considera una especie invasora . 

## Hábitat
Este bivalvo se encuentra desde la marea baja hasta profundidades de hasta 35 m. En Chile, vive adherida a fondos duros, rocosos o fangosos, desde el intermareal hasta unos 8 m de profundidad, en bahías cerradas o zonas protegidas del oleaje intenso.

## Descripción
En Chile su longitud máxima controlada es 87 mm.

## Importancia comercial

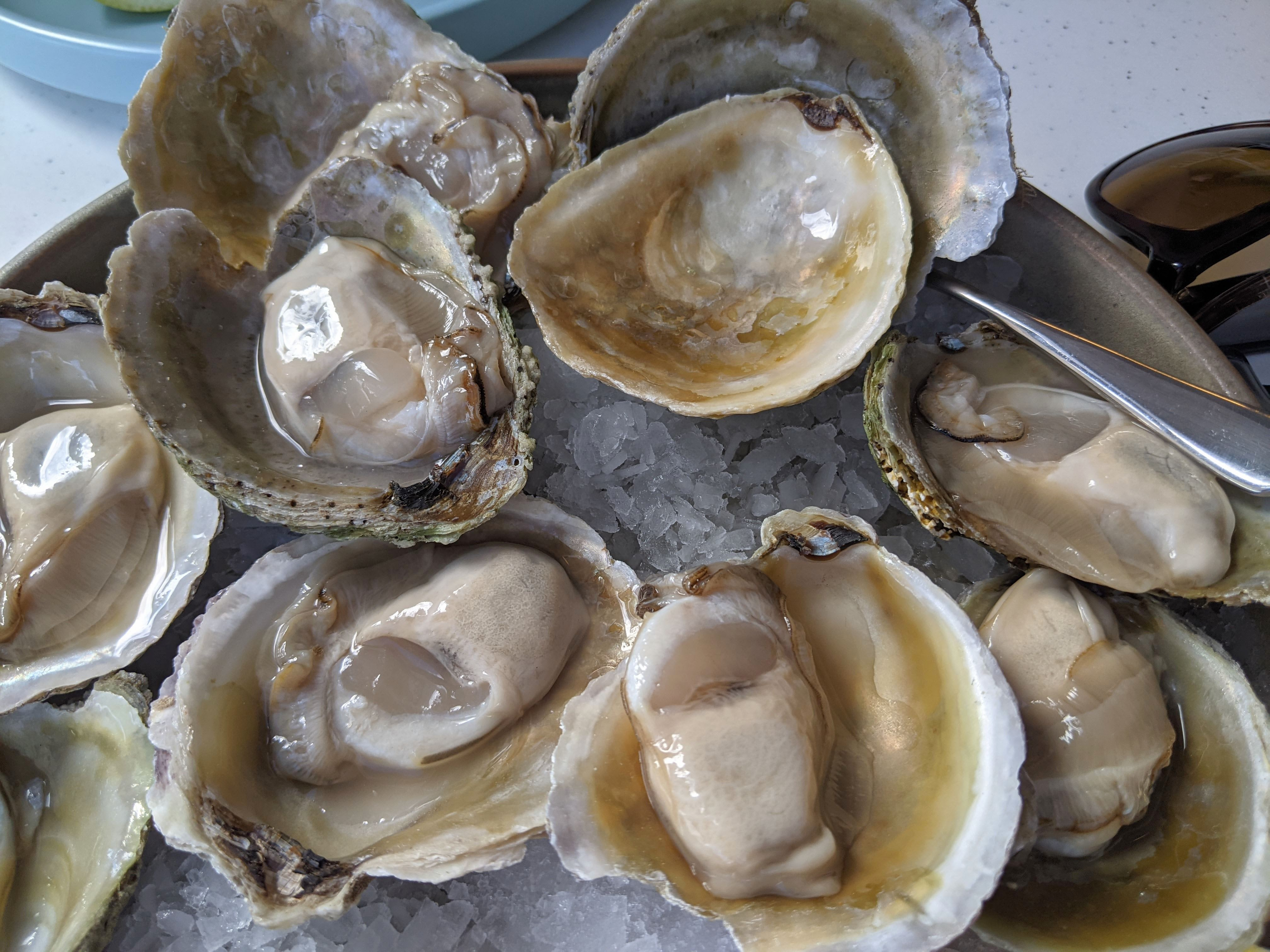
Ostras chilenas servidas con hielo

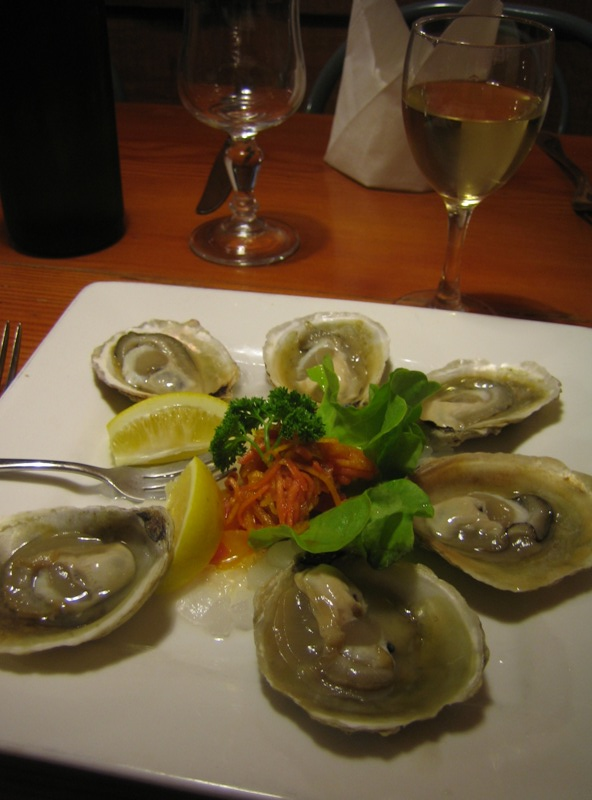
Ostras chilenas en un restaurante

En Chile es recolectada por los pescadores del archipiélago de Chiloé desde la antigüedad, pero la información escrita y fotográfica se remonta a mediados del siglo XIX. El transporte de las ostras recolectadas en barcos de madera o en los primeros trenes a principios del siglo XX desde el sur (42°S) hasta el puerto de Valparaíso y luego a la capital, Santiago, se mostró complejo; sin embargo, se solucionó cuando las ostras se colocaron en barriles que fueron rallados y unidos con quila, una especie de bambú, y luego llenos con agua de mar. El viaje duró medio mes.  En la ciudad de Ancud, Isla Grande de Chiloé, la extracción de la ostra estaba prohibida incluso en esa época (como en 1869 y luego en 1874) debido a su sobreexplotación, por otra parte su venta traía miles de barriles, cajas y sacos de ostras. a la capital para abastecer su gran demanda. Las ostras incluso fueron guardadas en estanques para su cultivo por empresarios franceses, primero por Eduardo Choloux en Lechagua, Ancud, 1874, y luego por la familia Solminihac, formalmente con una concesión en Quetalmahue, ciudad de Ancud, en 1915. Un par de años más tarde, en 1935, se construyó la Estación Ostrícola de Pullinque para intentar cultivar la ostra chilena, iniciativa que resultó exitosa porque podía proporcionar semillas para el crecimiento de otros centros acuícolas surgidos durante el período de la reforma agraria.
La economía de la ostra chilena se vio gravemente afectada por el terremoto de Valdivia de 1960, ya que este destruyó los bancos naturales y la Estación Ostrícola de Pullinque. La Corfo intentó traer la ostra del Pacífico, pero la intención no fue recomendada por los expertos consultados, decisión que fue respetada por el Gobierno nacional. Posteriormente, durante la dictadura cívico-militar —con la liberación de la economía y el inicio de la acuicultura comercial—, los centros ostrícolas estatales pasaron a manos privadas.
En Nueva Zelanda son un manjar preciado y se recolectan de marzo a agosto en la pesquería de ostras del estrecho de Foveaux, que se centra en la ciudad de Bluff.Desde principios de la década de 1980, la pesquería entró en grave declive debido al brote del parásito Bonamia exitiosa, que mató a unos mil millones de ostras entre 2000 y 2003.La población se ha ido recuperando desde 2003, y los pescadores limitaron voluntariamente la captura a la mitad de lo permitido para ayudar a la reactivación.

## Otro
Las prácticas de descarte de ostras pequeñas en Chile durante la década de 1890 terminaron exterminando a algunos bancos de ostras en Ancud. Particularmente en el faro de Corona y el golfo de Quetalmahue; ya que la turbulencia generada por la caída de las ostras resuspendió la arena del fondo, creando condiciones de hipoxia que no permitían a los bivalvos respirar.
En Nueva Zelanda se cree que los cambios en los caudales de los ríos en Southland, debido a la agricultura y especialmente a la generación de energía, que llevan menos depósitos de piedra caliza al Estrecho, han causado un aumento en la susceptibilidad a la Bonamia, así como tasas de crecimiento más bajas durante algunas temporadas en el pasado.[cita requerida] pero poca evidencia respalda esto y parece solo una coincidencia.